# Siti archeologici maya
Di seguito una lista dei principali siti archeologici maya. L'elenco comprende luoghi di culto e cerimoniali e anche aree residenziali.
Il regno dei Maya si estendeva sul territorio degli attuali stati del Belize, El Salvador (parte settentrionale), Guatemala, Honduras (parte occidentale) e Messico (sulla Penisola dello Yucatán).
| Stato attuale | Nome                 | Regione/Dipartimento/Distretto | Epoca primo insediamento | Breve descrizione | Immagine |
| ------------- | -------------------- | ------------------------------ | ------------------------ | --- | -------- |
| Belize        | Altún Ha             | Distretto di Belize            | 200 a.C.                 | 13 Templi ed edifici residenziali                                                                                                  |          |
| Belize        | Cahal Pech           | Distretto di Cayo              | 1000 a.C.                | |          |
| Belize        | El Caracol           | Distretto di Cayo              | 1200 a.C.                | L'edificio più notevole è una piramide alta 34 m. Nell'epoca della massima espansione vi vivevano tra le 120 e le 180.000 persone. |          |
| Belize        | Cerros               | Distretto di Corozal           | 330 a.C.                 | 3 grandi acropoli circondate da diverse piramidi.                                                                                  |          |
| Belize        | Cuello               | Distretto di Orange Walk       | 2000 a.C.                | Uno degli insediamenti Maya più antichi                                                                                            |          |
| Belize        | El Pilar             | Distretto di Cayo              | 500 a.C.                 | Più di dieci piramidi, diverse Plazas e altri edifici                                                                              |          |
| Belize        | Lamanai              | Distretto di Orange Walk       | 1500 a.C.                | Grande tempio principale e centinaia di edifici accessori                                                                          |          |
| Belize        | Lubaantún            | Distretto di Toledo            | 700 d.C.                 | |          |
| Belize        | Nim Li Punit         | Distretto di Toledo            | 500 d.C.                 | Piramidi a gradoni (la più elevata è di 12 metri) e intorno tre Plazas                                                             |          |
| Belize        | San Estevan          |                                |                          | |          |
| Belize        | Uxbenka              | Distretto di Toledo            |                          | |          |
| Belize        | Xunantunich          | Distretto di Cayo              | 200 d.C.                 | 25 templi e palazzi |          |
| El Salvador   | Cara Sucia           | Dipartimento di Ahuachapán     |                          | |          |
| El Salvador   | Joya de Cerén        | Dipartimento di La Libertad    | 900 a.C.                 | |          |
| El Salvador   | San Andrés           | Dipartimento di La Libertad    | 900 a.C.                 | |          |
| El Salvador   | Tazumal              | Dipartimento di Santa Ana      | 100 d.C.                 | |          |
| Guatemala     | Aguateca             | Petén                          | 250 d.C.                 | |          |
| Guatemala     | Altar de Sacrificios | Petén                          | 1000 a.C.                | |          |
| Guatemala     | Arroyo de Piedra     | Petén                          |                          | |          |
| Guatemala     | Balberta             | Escuintla                      |                          | |          |
| Guatemala     | Cival                | Petén                          | 600 a.C.                 | |          |
| Guatemala     | Chocolá              | Suchitepéquez                  | 1000 a.C.                | |          |
| Guatemala     | Dos Pilas            | Petén                          | 629 d.C.                 | |          |
| Guatemala     | El Tintal            | Petén                          |                          | |          |
| Guatemala     | El Mirador           | Petén                          | 1000 a.C.                | |          |
| Guatemala     | Ixkún                | Petén                          |                          | |          |
| Guatemala     | Ixtutz               | Petén                          |                          | |          |
| Guatemala     | Kaminaljuyu          | Guatemala                      |                          | |          |
| Guatemala     | La Blanca            |                                | 900 a.C.                 | |          |
| Guatemala     | La Corona            | Petén                          | non ancora datato        | |          |
| Guatemala     | Montana (Maya)       | Escuintla                      |                          | |          |
| Guatemala     | Monte Alto           | Escuintla                      |                          | |          |
| Guatemala     | Nakbé                | Petén                          | 1400 a.C.                | |          |
| Guatemala     | Naranjo              | Petén                          |                          | |          |
| Guatemala     | Piedras Negras       | Petén                          | 600 d.C.                 | |          |
| Guatemala     | Quiriguá             | Izabal                         | 200 d.C.                 | |          |
| Guatemala     | Sacul                | Petén                          |                          | |          |
| Guatemala     | Seibal               | Petén                          |                          | |          |
| Guatemala     | Takalik Abaj         | Retalhuleu                     | 800 a.C.                 | |          |
| Guatemala     | Tikal                | Petén                          | 700 a.C.                 | |          |
| Guatemala     | Topoxté              |                                |                          | |          |
| Guatemala     | Uaxactún             | Petén                          |                          | |          |
| Guatemala     | Ucanal               | Petén                          |                          | |          |
| Guatemala     | Yaxhá                |                                |                          | |          |
| Guatemala     | Zacpetén             | Petén                          | 1000 a.C.                | |          |
| Guatemala     | Zaculeu              | Huehuetenango                  |                          | |          |
| Honduras      | Copán                | Copán                          | 160 d.C.                 | |          |
| Messico       | Acancéh              | Yucatán                        |                          | |          |
| Messico       | Aké                  | Yucatán                        |                          | |          |
| Messico       | Balamku              | Campeche                       | 300 a.C.                 | |          |
| Messico       | Balancanché          | Yucatán                        | 600 d.C.                 | |          |
| Messico       | Bonampak             | Chiapas                        | 600 d.C.                 | |          |
| Messico       | Calakmul             | Campeche                       | 200 d.C.                 | | Campeche |
| Messico       | Chacchobén           | Yucatán                        | 700 d.C.                 | |          |
| Messico       | Chichén Itzá         | Yucatán                        | 500 d.C.                 | |          |
| Messico       | Cobá                 | Quintana Roo                   | 600 d.C.                 | |          |
| Messico       | Comalcalco           | Tabasco                        | 800 d.C.                 | |          |
| Messico       | Dzinbanché           | Quintana Roo                   | 470 d.C.                 | |          |
| Messico       | Dzibilchaltún        | Yucatán                        | 900 a.C.                 | |          |
| Messico       | Dzibilnocac          | Campeche                       | --                       | |          |
| Messico       | Ek Balam             | Yucatán                        | tra il 100 e il 300 d.C. | |          |
| Messico       | Hochob               | Campeche                       |                          | |          |
| Messico       | Hormiguero           | Campeche                       | 600-850 d.C.             | |          |
| Messico       | Izapa                | Chiapas                        | 600 a.C. - 100 a.C.      | |          |
| Messico       | Jaina                | Campeche                       | vor 500 d.C.             | |          |
| Messico       | Kabah                | Yucatán                        | 300 a.C.                 | |          |
| Messico       | Kohunlich            | Quintana Roo                   | 200 a.C.                 | |          |
| Messico       | Labná                | Yucatán                        | 700 d.C.                 | |          |
| Messico       | Maní                 | Yucatán                        | 2000 a.C.                | |          |
| Messico       | Mayapan              | Yucatán                        | 1000 d.C.                | |          |
| Messico       | Oxkintok             | Yucatán                        | 1000 d.C.                | |          |
| Messico       | Palenque             | Chiapas                        | 500 d.C.                 | |          |
| Messico       | Pixoy                | Campeche                       |                          | |          |
| Messico       | Pomoná               | Tabasco                        |                          | |          |
| Messico       | Río Bec              | Campeche                       | 600 d.C.                 | |          |
| Messico       | Sabana Piletas       | Campeche                       | 600 d.C.                 | |          |
| Messico       | Sayil                | Yucatán                        | 600 d.C.                 | |          |
| Messico       | San Gervasio         | Cozumel                        | 600 d.C.                 | Serie di costruzioni parzialmente intatte, centro religioso dedicato a Ix Chel, la Dea della Luna                                  |          |
| Messico       | Santa Rosa Xtampak   | Campeche                       | 600 d.C.                 | |          |
| Messico       | Tancah               | Quintana Roo                   | 1200 d.C.                | |          |
| Messico       | Tortuguero           | Tabasco                        | 600 d.C.                 | |          |
| Messico       | Toniná               | Chiapas                        | 400 d.C.                 | |          |
| Messico       | Tulum                | Quintana Roo                   | 600 d.C.                 | |          |
| Messico       | Uxmal                | Yucatán                        | 700 d.C.                 | |          |
| Messico       | Xelha                | Quintana Roo                   | 550 d.C.                 | |          |
| Messico       | Xochicalco           | Morelos                        | 200 a.C.                 | |          |
| Messico       | Yaxuná               | Yucatán                        | 600 a.C.                 | |          |
| Messico       | Yaxchilán            | Chiapas                        | 400 d.C.                 | |          |